# 9458 Beaumont
A 9458 Beaumont (ideiglenes jelöléssel (9458) 1998 FF97) a Naprendszer kisbolygóövében található aszteroida. A LINEAR projekt keretében fedezték fel 1998. március 31-én.